# Rita Müllejans-Dickmann
Rita Müllejans-Dickmann (geborene Müllejans; * 1963) ist eine deutsche Kunst- und Bauhistorikerin.
Müllejans-Dickmann wurde 1991 an der RWTH Aachen promoviert. Nach einem Volontariat am LVR Landesmuseum Bonn ist sie seit 1992 als Leiterin der Museen des Kreises Heinsberg tätig. Nach der Schließung des Kreismuseums Heinsberg im Jahr 2010 wegen Kernsanierung und Erweiterung leitete sie die Neukonzeption des Hauses, das im März 2014 als Begas Haus, Museum für Kunst und Regionalgeschichte in Heinsberg, eröffnet und im Jahr 2017 für den Europäischen Museumspreis nominiert wurde.

## Schriften
- Klöster im Kulturkampf. Die Ansiedlung katholischer Orden und Kongregationen aus dem Rheinland und ihre Klosterneubauten im belgisch-niederländischen Grenzraum infolge des preussischen Kulturkampfes. (= Veröffentlichungen des Bischöflichen Diözesanarchivs Aachen 44). Dissertation. Einhard, Aachen 1992, ISBN 3-920284-63-1.
- mit Dorothee Haffner und Udo Felbinger: Carl Joseph Begas (1794–1854). Blick in die Heimat. Ausstellungskatalog Kreismuseum Heinsberg. Kreis Heinsberg, Heinsberg 1994, ISBN 3-925620-14-1.
- Ein „grenzübergreifendes“ Baudenkmal. Zur Baugeschichte des ehemaligen Franziskaner-Kollegs St. Ludwig in Vlodrop (NL). In: Arbeitsgemeinschaft Grenzland Kreis Heinsberg-Limburg: Nachbarschaft im Grenzraum. Nr. 3, 1997, S. 1–5.
- mit Richard Jochims: Kreisstadt Heinsberg. (= Rheinische Kunststätten. Heft 459). hrsg. Rheinischer Verein für Denkmalpflege und Landschaftsschutz, Neuss 2000, ISBN 3-88094-875-5.
- Begas(se), Carl Joseph. In: Biographisch-Bibliographisches Kirchenlexikon. Band 23, 2004, Sp. 61–68.
- Museumskonzeption für den Kreis Heinsberg. In: Museen im Rheinland. 2005/4. (rheinischemuseen.lvr.de (Memento vom 26. Juli 2014 im Internet Archive), PDF-Datei, 47 kB),
- Verweilen im Tropischen. Die Ostasienreise des Malers Ottmar Begas im Jahr 1901. Ausstellungskatalog Kreismuseum Heinsberg. Heinsberg 2008, ISBN 978-3-925620-26-3.
- mit Wolfgang Cortjaens (Hrsg.): Begas-Haus Heinsberg. Band 1: Die Regionalgeschichtliche Sammlung. Köln 2013, ISBN 978-3-86832-177-7.
- mit Wolfgang Cortjaens (Hrsg.): Begas-Haus Heinsberg. Band 2: Die Sammlung Begas. Köln 2013, ISBN 978-3-86832-178-4.
- mit F. Dickmann: Landschaft in der Porträtmalerei des 19. Jahrhunderts – am Beispiel des Malers Carl Joseph Begas d. Ä. In: W. Kreisel, P. H. Marsden, T. Reeh (Hrsg.): Die Landschaft interpretieren: Interdisziplinäre Ansätze. In: ZELTForum - Göttinger Schriften zu Landschaftsinterpretation und Tourismus. Band 11, Göttingen 2021, S. 131–145. doi:10.17875/gup2021-1603.

## Einzelnachweis
1. ↑  Nominierung EMYA 2017, Pressemitteilung auf museum.de vom 18. Januar 2017.

| Personendaten    | Personendaten              |
| ---------------- | -------------------------- |
| NAME             | Müllejans-Dickmann, Rita   |
| KURZBESCHREIBUNG | deutsche Kunsthistorikerin |
| GEBURTSDATUM     | 1963                       |